# Aviatorilor
Aviatorilor est un quartier de Bucarest situé dans le secteur 1.

## Limites
- Limite Nord : la bordure du Parc Herăstrău au niveau du Boulevard Constantin Prezan.
- Limite Sud et Est : le quartier Victoriei, le quartier Dorobanți et le quartier Primăverii
- Limite Ouest : le quartier Grivița (en), au niveau du Boulevard Ioan Mihalache.

## Description
Le quartier est accessible via la Station Aviatorilor de la ligne M2 du métro de Bucarest, la station se situant Piața Charles de Gaulle.
Il s'agit principalement d'un quartier protocolaire comprenant plusieurs ambassades.
Il tranche par le fait qu'il ne possède pas de magasins ni de tours d'habitation.
Les principales voies d'accès routières sont la Șoseaua Kiseleff et le Bulevardul Aviatorilor.